# Дело ГУЭБиПК и генерала Сугробова
Дело ГУЭБиПК и генерала Сугробова — резонансное уголовное дело в истории современной России, начавшееся с попытки передачи взятки сотруднику ФСБ и закончившееся обвинительным приговором в отношении более 20 руководителей и оперативников Главного управления экономической безопасности и противодействия коррупции МВД России (ГУЭБиПК), а также гражданских лиц — агентов.
Главными фигурантами дела являлись генерал-лейтенант Денис Сугробов, а также генерал-майор Борис Колесников, покончивший в ходе следствия жизнь самоубийством.
Общий принцип преступлений сотрудников ГУЭБиПК, совершенных с 2011 по 2014 годы, заключался в получении, фиксации и документировании не соответствующей действительности оперативной информации о якобы преступной деятельности лиц, совершении на этом основании подстрекательских действий с участием агентов и в проведении в последующем в отношении эти лиц оперативных экспериментов.
15 января 2016 года уголовное дело было зарегистрировано в Московском городском суде. Спустя год, 27 апреля 2017 года, дело было завершено. Рассмотрение дела велось в закрытом режиме, публичными были только вводная и резолютивная часть приговора.

## Основное дело
- 3/2-289/14
- 3/2-170/14
- 3/2-235/14
- 3/1-36/14
- 3/1-43/14
- 3/6-371/14
- 3/6-372/14
- 3/6-469/14
- 3/10-41/15
- 3/2-84/15
- 3/2-85/15

Первоисточником для столь масштабного дела об организованном преступном сообществе среди сотрудников полиции послужил факт разработки с 2013 года сотрудниками ГУЭБиПК бывшего сотрудника ФСБ и экс-руководителя фонда ветеранов ФСБ «Вымпел» Валерия Круглова и замначальника 6-й службы Управления собственной безопасности ФСБ Игоря Демина, руководителем последнего был генерал Олег Феоктистов, а само УСБ ФСБ в тот момент возглавлял генерал Сергей Королёв.
По данным СМИ за генералами Сугробовым и Колесниковым изначально стояли Дмитрий Медведев и экс-помощник Владимира Путина Евгений Школов — бывший сотрудник КГБ, который служил с ним в Германии.
Согласно приговору суда, офицеры ГУЭБиПК в 2013 году за счет личных средств приобрели для своего агента — бывшего судебного пристава Руслана Чухлиба представительский автомобиль Lexus, дорогостоящую одежду, фиктивно трудоустроили его в клининговую компанию, снабдили деньгами, после чего отправили его к Демину. Чухлиба представился сотруднику ФСБ предпринимателем и должен был договориться с ним о покровительстве за $10 тыс. в месяц. По плану замначальника управления «Б» Алексея Боднара, курировавшего операцию, после передачи под контролем полицейских денег в кафе Sisters на Покровке Демин должен был быть задержан.
Однако во время передачи 14 февраля 2014 года помеченных денег был задержан не Демин, а передававший ему купюры Чухлиба и находившиеся по близости оперативники ГУЭБиПК. Как оказалось, Демин знал о провокации, которая готовилась в отношении него, и его коллеги из ФСБ, в свою очередь, встречно разрабатывали оперативников ГУЭБиПК.

## Хронология

### Возбуждение первого дела
14 февраля 2014 года Следственным комитетом России возбуждено уголовное дело в отношении заместителей начальника Управления «Б» ГУЭБиПК Боднар А. Н., Косоурова И. Ю., старших оперуполномоченных 28 отдела того же Управления «Б» Назарова М., Борисовского С., в отношении гражданских лиц Пирожкова С. А. и Чухлиба Р. А., задержанных в этот же день, а также в отношении иных неустановленных руководителей и сотрудников ГУЭБиПК по фактам совершения ими в период с октября 2013 по февраль 2014 года провокации взятки в отношении начальника 6-й службы Управления собственной безопасности ФСБ России Демина И.

### Задержания
| Дата              | Задержанный                                                                     | Ист.   |
| ----------------- | ------------------------------------------------------------------------------- | ------ |
| 25 февраля 2014 г | Колесников Б. Б., заместитель руководителя ГУЭБиПК МВД РФ                       | [ 10 ] |
| 20 марта 2014 г   | Шерманова Е. В., заместитель начальника 28 отдела Управления «Б» ГУЭБиПК МВД РФ | [ 11 ] |
| 20 марта 2014 г   | Бутаров В. А.                                                                   | [ 12 ] |
| 20 марта 2014 г   | Чередниченко В. Г., начальника 15 отдела управления «К» ГУЭБиПК МВД РФ          | [ 13 ] |
| 25 марта 2014 г   | Пономарева С. А., оперативника ГУЭБиПК МВД РФ                                   | [ 14 ] |
| 25 марта 2014 г   | Клюшкина А. А.                                                                  | [ 14 ] |
| 7 мая 2014 г      | Сугробов Д. А., начальник ГУЭБиПК МВД РФ                                        | [ 15 ] |

### Дальнейшие события
Адвокаты генерала Сугробова заявляли ходатайство об его освобождении под залог в 103,6 млн рублей.
22 мая 2014 года был отстранен от уголовного дела адвокат Сугробова — Георгий Антонов, после чего в апреле 2015 года он был осужден за разглашение следственной тайны во время многочисленных контактов с журналистами.
27 мая 2014 года возбуждено уголовное дело в отношении оперативников ГУЭБиПК Дашина П. В., Соболева Г. Е. по ст. 286 ч.3 п. «в» УК РФ, а также в отношении Ласкина С. А. по ст.ст. 33 ч.5, 286 ч.3 п. «в» УК РФ.
16 июня 2014 года Колесников Б. Б. выбросился из окна 6-го этажа здания Следственного комитета, куда его привезли на допрос.
7 августа 2014 года постановлением Басманного районного суда г. Москвы наложен арест на имущество генерала Сугробова стоимостью более 230 млн рублей, записанное на его жену: помимо квартиры и двух машиномест, недвижимое имущество площадью 233,24 кв.м., 130,68 кв.м., 126,20 кв.м., 424,61 кв.м., 424,61 м² и 68,01 кв.м.
7 августа и 11 сентября 2014 года постановлениями Басманного районного суда г. Москвы наложен арест на недвижимость, записанную на мать генерала Колесникова Б. и юридическое лицо: нежилые помещения площадью 916,4 м², 807,1 м², 1 067,9 м² и три машино-места.
В сентябре 2014 года Боднар А., Назаров М. и Муллаяров С. признали вину в предъявленном обвинении и заключили досудебное соглашение о сотрудничестве со следствием.

### Признательные показания
В связи с этим дела в отношении Назарова и Боднара были выделены в отдельное производство, заслушаны в 2014—2015 годах в судах в особом порядке.
| Виновные | Наказание                        | Ист.   |
| -------- | -------------------------------- | ------ |
| Назаров  | 5 лет                            | [ 25 ] |
| Боднар   | 5,5 лет колонии строгого режима. | [ 25 ] |

Несмотря на признательные показания Муллаярова в участии в организованном преступном сообществе и провокацию взятки в отношении сотрудника ФСБ, он не дал признательных показаний по другим эпизодам преступной деятельности, во время допросов всячески занижая свою роль в деле. В связи с этим в январе 2015 года заместитель Генерального прокурора Гринь расторг досудебное соглашение о сотрудничестве с Муллаяровым.
Кроме сотрудников ГУЭБиПК сделку со следствием заключил их бывший агент- гендиректор ООО «НПО „Призма“» Сергей Ласкин, который в 2013 году выступил в качестве потерпевшего в деле начальника управления организации деятельности подмосковного Минтранса Сергея Найденова и главы «Центра безопасности дорожного движения Мособласти» Константина Брагина. Оба были задержаны в сентябре 2013 года по факту вымогательства у Ласкина отката в размере 17 млн рублей за исполнение условий ранее заключенного контракта на сумму более 100 млн рублей на поставку в Подмосковье видеокамер.
Кроме того, признали вину в подстрекательских действиях и незаконных оперативно-розыскных мероприятиях без заключения сделки со следствием:
- агент ГУЭБиПК Клюшкин[30], который в июне 2013 года был использован оперативниками в так называемом оперативном эксперименте в отношении и. о. руководителя подмосковного управлении Федеральной регистрационной службы Ждановой О.[31], в ходе которого Клюшкин передал посреднику 1,3 млн руб.
- агент ГУЭБиПК Леонов[32], который в 2011 году принял участие в передаче 5 млн рублей заместителю главы администрации Смоленска по ЖКХ Николаю Петроченко и сити-менеджеру Смоленска Константину Лазареву.

### Дополнительные эпизоды
На основании признательных показаний Назарова и Боднар были выявлены иные подстрекательские действия и превышения должностных полномочий сотрудниками ГУЭБиПК с 2011 по 2014 года в отношении следующих лиц:
| Лицо                                               | Характеристика | Ист.          |
| -------------------------------------------------- | --- | ------------- |
| Анатолия Бронтвейна                                | главврача поликлиники № 2 управления делами Президента России, подозреваемого в получении «отката» за заключение госконтракта | [ 33 ]        |
| Ольги Ждановой, Алексея Акчурина                   | и. о. руководителя подмосковного управления Росреестра и бывшего сотрудника Росреестра, подозреваемых в получении взятки за регистрацию недвижимости                                                                                    | [ 34 ]        |
|                                                    | в отношении одного из руководителей Южно-Российского госуниверситета экономики и сервиса, получившего взятку за назначение на должность                                                                                                 |               |
| Сергея Безяева и Елены Богословской                | заместителя директора Онкологического центра им. Герцена и дочери директора московского онкологического НИИ имени Герцена, подозреваемых в мошенничестве с госконтрактом                                                                | [ 35 ]        |
| Александра Михайлика и Коровникова                 | директора департамента Счётной палаты, супруга которого покончила жизнь самоубийством, узнав о задержании мужа, сенатора Совета Федерации, подозреваемых в получении взятки за организацию внеплановой проверки ФГУП «Спорт-инжиниринг» | [ 36 ]        |
| Владимира Ермолаева                                | замдиректора ГУП «Дирекция строительства и эксплуатации объектов гаражного назначения Москвы», подозреваемого в мошенничестве и вымогательстве 10 млн рублей у предпринимателя                                                          | [ 37 ]        |
| Константина Лазарева, Петроченко, Виталия Ерофеева | сити-менеджера Смоленска, заместителя главы города Смоленска, чиновника администрации города | [ 38 ] [ 39 ] |
| Владимира Райзвиха                                 | немецкого бизнесмена | [ 40 ]        |
| Артема Чеснокова                                   | начальника отдела физической культуры и спорта департамента социального развития Правительства РФ, подозреваемого в мошенничестве с 10 млн рублей                                                                                       | [ 41 ]        |
| Сергея Быстрова                                    | президента Федерации триатлона России, получившего 5 млн рублей за «содействие в назначении заинтересованного лица» главой ФКУ «Управление Северо-Кавказских автодорог» Федерального дорожного агентства России                         | [ 42 ]        |
| Виктора Бабурина                                   | бывшего главы сельского поселения Ершовское Одинцовского района, подозреваемого в получении 15 млн рублей | [ 43 ]        |
| Павла Вареха и Максима Бабенко                     | директора департамента коммерческой недвижимости ООО «Аэроэкспресс» и его заместителя | [ 44 ] [ 45 ] |

Расследование уголовных дел в отношении перечисленных выше лиц, обвиненных в получении взяток, на момент ареста в феврале 2014 года сотрудников ГУЭБиПК, не было завершено, дела не были направлены в суд, в связи с чем с марта по сентябрь 2014 года уголовные дела в отношении этих лиц были прекращены на стадии предварительного расследования.

### Обвинительное заключение
31 декабря 2015 года заместитель Генерального прокурора России Виктор Гринь утвердил обвинительное заключение в отношении:
- Дениса Сугробова (бывшего начальника ГУЭБиПК);
- Бориса Колесникова (заместителя начальника ГУЭБиПК);
- других руководителей;
- а так же 10 оперативных сотрудников.

### Решение суда
27 апреля 2017 года генералы Сугробов, Колесников, а также иные руководители и сотрудники ГУЭБиПК признаны виновными Московским городским судом в создании преступного сообщества, многочисленных фактах превышения должностных полномочий путем подстрекательства к взяткам с 2011 по 2014 годы и незаконном лоббировании коммерческих интересов подконтрольных им компаний.
| Виновные             | Первоначальное наказание | Измененное наказание   |
| -------------------- | --- | ---------------------- |
| Сугробов Д. А.       | 22 годам лишения свободы с ограничением свободы сроком на 2 года и лишил его специального звания «генерал-лейтенант полиции». | 12 лет лишения свободы |
| Салават Муллаяров    | 20 лет, лишен специального звания                                                                                             | 10 лет                 |
| Иван Косоуров        | 19 лет, лишен специального звания                                                                                             | 10 лет                 |
| Евгений Шерманов     | 18 лет, лишен специального звания                                                                                             | 10 лет                 |
| Виталий Чередниченко | 18 лет, лишен специального звания                                                                                             | 9,5 лет                |
| Андрей Назаров       | 17 лет, лишен специального звания                                                                                             | 9,5 лет                |
| Сергей Борисовский   | 17 лет, лишен специального звания                                                                                             | 9 лет                  |
| Сергей Пономарев     | 17 лет, лишен специального звания                                                                                             | 8 лет                  |
| Игорь Скакунов       | 4 года, лишен специального звания                                                                                             | 3,5 лет                |
| Колесников           | Умер до решения суда, хотя его вина судом была доказана                                                                       | —                      |

## Реакция потерпевших
Было установлено, что перечень сотрудников ГУЭБиПК, занимавшихся провокациями и подстрекательствами взяток, не является исчерпывающим.

Работа ГУЭБиПК строилась на подлогах и подстрекательстве как минимум с 2009 года, и эта система была создана не Сугробовым. Это мастера провокаций, которые сфабриковали не один десяток дел.— юрист Соболя и Абрамова
В 2014 году после задержания генералов Сугробова и Колесникова в Следственный комитет и Генеральную прокуратуру России поступило большое количество заявлений от лиц, ранее осужденных в период с 2011 по 2014 годы по уголовным делам, инициированным арестованными сотрудниками ГУЭБиПК.
Однако в большинстве случаев уже осужденным фигурантам уголовных дел, находящимся в местах заключения, Следственным комитетом было отказано в проведении проверок по заявлениям и в проверке законности оперативно-розыскных мероприятий, проведенных арестованными сотрудниками ГУЭБиПК.
В связи с этим в Интернете была опубликована петиция, собравшая более 250 подписей, с требованием проверить законность вынесенных приговоров и уголовных дел, возбужденных по материалам арестованных сотрудников ГУЭБиПК.
Кроме того, в средствах массовой информации был опубликован ряд статей от имени лиц, пострадавших и осужденных с 2011 года в результате действий преступного сообщества генералов Сугробова и Колесникова: обращение отставного подполковника ВВС Юрия Борисова, начальника отдела Московской межрегиональной транспортной прокуратуры Дениса Евдокимова, адвоката Михаила Трепашкина в интересах бывшего вице-президента Фонда поддержки и развития физической культуры и спорта Александра Филатова, руководителя ОАО «Москонверспром» Валерия Морозова, экс-директора департамента земельной политики Минсельхоза России Сергея Бондаренко и председателя совета директоров ОАО «Краснодарсортсемовощ» Джамида Абдулгалимова, и др. Также стало известно, что топ-менеджеры компании УГМК привлекли генералов Сугробова и Колесникова к "делу защитников Хопра".